# ノリコ・カリヤ
ノリコ・カリヤ（Noriko Ann Kariya、1979年6月12日 - ）は、カナダの女子プロボクサー。

## 来歴・人物
ブリティッシュコロンビア州バンクーバー出身の日系三世。母親はスコットランド系。NHLで活躍するポール・カリヤを兄に持つ。
アメリカ・メイン大学ではフィールドホッケー部所属。
卒業後、帰郷しシェイプアップのためにボクシングを始めるが、次第にのめり込むようになる。
その後試合に出場。アマチュアでは9勝1敗の戦績を残す。
2005年5月29日、プロデビューを勝利で飾る。